# Dębiniec (województwo opolskie)
Dębiniec (dodatkowa nazwa w j. niem. Dambinietz) – wieś w Polsce, położona w województwie opolskim, w powiecie opolskim, w gminie Murów.

## Nazwa
Według Heinricha Adamy'ego nazwa pochodzi od polskiej nazwy drzewa liściastego "dębu" - "von dąb, spr. domb = Eiche". W swoim dziele o nazwach miejscowych na Śląsku wydanym w 1888 roku we Wrocławiu wymienia jako najstarszą zanotowaną nazwę miejscowości Dębiniec podając jej znaczenie "Eichdorf" czyli po polsku "Dębowa wieś". Pierwotna nazwa została później przez Niemców zgermanizowana na Dambinietz i utraciła znaczenie.

## Historia
Do głosowania podczas plebiscytu uprawnione były w Dębińcu 403 osoby, z czego 331, ok. 82,1%, stanowili mieszkańcy (w tym 330, ok. 81,9% całości, mieszkańcy urodzeni w miejscowości). Oddano 401 głosów (ok. 99,5% uprawnionych), w tym 401 (100%) ważnych; za Niemcami głosowało 213 osób (ok. 53,1%), a za Polską 188 osób (ok. 46,9%). 18 kwietnia 1934 r. w miejsce nazwy Dambinietz wprowadzono nazwę Eichberge. 15 marca 1947 r. nadano miejscowości polską nazwę Dębiniec.

## Demografia
| Rok                | 1933 | 1939 | 2007 | 2009 | 2012 |
| Liczba mieszkańców | 656  | 630  | 418  | 403  | 373  |

(Źródła:.)